# Хёхеншванд
Хёхеншванд (нем. Höchenschwand) — община в Германии, в земле Баден-Вюртемберг. 
Подчиняется административному округу Фрайбург. Входит в состав района Вальдсхут.  Население составляет 2566 человек (на 31 декабря 2010 года). Занимает площадь 29,55 км².

## Фотографии

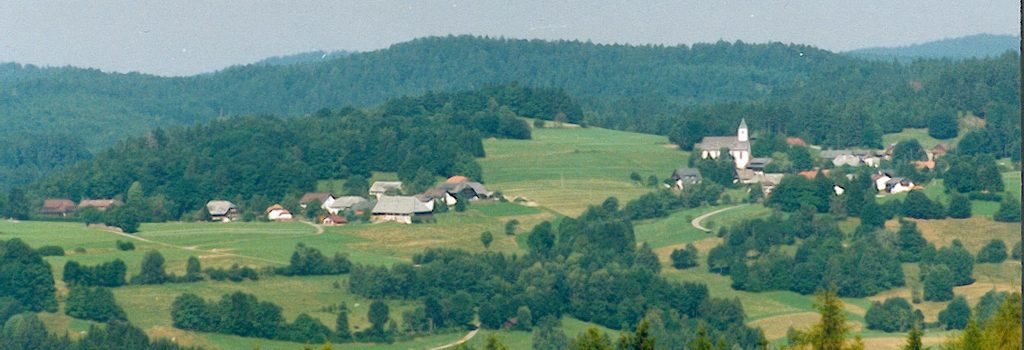
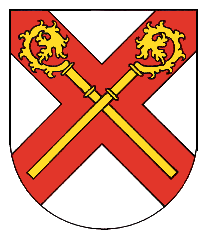
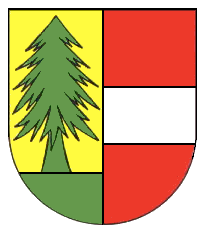